# Оссур Скарфедінссон
Оссур Скарфедінссон (ісл. Össur Skarphéðinsson [ˈœsːʏr ˈskar̥pçɛðɪnsɔn]; нар. 19 червня 1953, Рейк'явік) — ісландський політик, міністр промисловості, енергетики та туризму Ісландії у 2007–2009 роках та міністр закордонних справ Ісландії у 2009–2013 роках.

## Біографія
Оссур Скарфедінссон 1973 році закінчив середню школу місті Рейк'явік. У 1979 році закінчив факультет біології Університету Ісландії, а в 1983 році отримав докторський ступінь з фізіології в Університеті Східної Англії, Велика Британія. У 1983–1984 роках він був стипендіатом Британської ради.
У 1984–1987 та 1996–1998 роках працював редактором трьох різних ісландських газет. З 1987 по 1988 працював асистентом професора в Ісландському університеті.

## Політичне життя
У 1991 році вперше обраний до Альтингу (парламенту). З 1991 по 1993 він був головою парламентської фракції Соціал-демократичної партії. У 2000–2005 роках очолював альянс партії, а з 2006 по 2007 очолював парламентський клуб.
У 1993–1995 роках він займав посаду міністра навколишнього середовища в офісі прем'єр-міністра Давида Оддссона. 24 травня 2007 був призначений міністром промисловості, енергетики і туризму офісі вже прем'єр-міністра Ґейра Гілмара Гарде. Крім того, з 24 травня 2007 по 10 червня 2008 року він обіймає посаду міністра Північного співробітництва. 

### Міністр закордонних справ
1 лютого 2009 прем'єр–міністр Ісландії Йоганна Сігурдардоттір призначила міністром закордонних справ Оссура Скарфедінссона. Під час другого терміну її прем'єрства, після дострокових парламентських виборів у 2009 році Скарфедінссон зберігає пост міністра закордонних справ. .